# Gewiss-Ballan
Gewiss-Ballan, også kaldet det blå tog, var et cykelhold, der dominerede professionelle cykelløb i årene 1994 til 1996.
Bjarne Riis kørte for holdet i 1994 og 1995, sammen med bl.a. Jevgenij Berzin, inden Riis skiftede til Team Telekom. 
Gewiss-Ballan satte en hastighedsrekord på en holdenkeltstart i Tour de France 1995, hvor de vandt foran ONCE. Hastighedsrekorden blev først slået i 2005. Gewiss-Ballan kørte 54,93 km/t over 67 km. Det slog Team CSC i 2005 med 57,30 km/t over 67,5 km. og Team Discovery med 57,32 på samme strækning.
Berzin vandt bl.a. Giro Italia i 1994 foran Marco Pantani og Miguel Indurain. I 1996, hvor Berzin fortsat kørte på Gewiss-Ballan vandt han bjergenkeltstarten i Tour de France foran hans tidligere holdkammerat Bjarne Riis. Af andre kendte ryttere på den tid var også Piotr Ugrumov, Nicola Minali, Giorgio Furlan på holdet.